# Bershawn Jackson
Bershawn D. Jackson (Miami, 8 de maio de 1983) é um atleta norte-americano, especialista nos 400 metros com barreiras.
Ganhou a medalha de bronze nos 400m com barreiras em Pequim 2008. Em Mundiais, ganhou 3 medalhas de ouro em 2005, 2009 e 2011.
Em 2005 obteve a marca de 47,30s nos 400m c/barreiras, se tornando o 9ª melhor atleta da história da prova. Apenas 8 atletas haviam obtido marcas melhores até este momento.